# ニルス＝エリク・フォグシュテット
ニルス＝エリク・フォグシュテット（Nils-Eric Fougstedt, 1910年5月24日 - 1961年4月12日）はフィンランドの指揮者、作曲家。

## 経歴
ライシオ生まれ。1929年からヘルシンキ音楽院に学び、エリック・フルヒェルムの薫陶を受ける。また、オーストリア、ドイツ、イタリア、アメリカなど諸国を外遊し、オーストリアではベルンハルト・パウムガルトナーとブルーノ・ヴァルターに指揮法を学び、ベルリンでマックス・トラップに作曲を学んだ。
1932年から母校のヘルシンキ音楽院で音楽理論を教え、1936年から合唱指揮をの講座を受け持つようになった。1938年にはフィンランド放送の音楽スタッフに加わって合唱団を組織し、1940年からはフィンランド放送交響楽団の指揮も行うようになった。1946年から1950年までフィンランドの合唱アカデミー協会の指揮者を務めたあと、1951年にはフィンランド放送交響楽団の首席指揮者となった。
1953年にはフィンランド獅子勲章を贈られている。1961年4月12日、ヘルシンキにて死去。